# Scandal (sèrie)
Scandal és una sèrie de televisió dels Estats Units, creada per Shonda Rhimes i protagonitzada per Kerry Washington. La sèrie es va començar a emetre el 5 d'abril de 2012 a la cadena American Broadcasting Company (ABC) fins al 19 d'abril de 2018, quan va acabar la setena i darrera temporada. El personatge de la protagonista està basat parcialment en Judy Smith, cap de premsa de l'administració de George H. W. Bush.
La sèrie està ambientada a Washington DC i se centra en l'agència de control de crisis d'Olivia Pope, Olivia Pope & Associates i el seu personal així com en el personal de la Casa Blanca, entre els quals, el mateix president dels Estats Units, Fitzgerald Grant III, el seu cap de gabinet, Cyrus Beene, i la primera dama, Mellie Grant.

## Sinopsi
Olivia Pope (Kerry Washington) és una advocada experta en el maneig de crisis i escàndols. S'hi dedica plenament i fins i tot és client seu el president dels Estats Units. La seva missió i la del seu equip és protegir i defensar la imatge i les vides dels seus clients, que normalment pertanyen a l'elit del país.

## Temporades
| Temporades | Temporades | Episodis | Data d'inici           | Data de finalització |
| ---------- | ---------- | -------- | ---------------------- | -------------------- |
|            | 1a.        | 7        | 5 d'abril de 2012      | 17 de maig de 2012   |
|            | 2a.        | 22       | 27 de setembre de 2012 | 16 de maig de 2013   |
|            | 3a.        | 18       | 3 d'octubre de 2013    | 17 d'abril de 2014   |
|            | 4a.        | 22       | 25 de setembre de 2014 | 14 de maig de 2015   |
|            | 5a.        | 21       | 24 de setembre de 2015 | 12 de maig de 2016   |
|            | 6a.        | 16       | 26 de gener de 2017    | 18 de maig de 2017   |
|            | 7a.        | 18       | 5 d'octubre de 2017    | 19 d'abril de 2018   |

## Repartiment
- Kerry Washington és Olivia Pope.
- Columbus Short és Harrison Wright.
- Darby Stanchfield és Abby Whelan.
- Katie Lowes és Quinn Perkins.
- Guillermo Díaz és Huck.
- Tony Goldwyn és el president dels Estats Units, Fitzgerald Thomas Grant III
- Jeff Perry és Cyrus Beene
- Henry Ian Cusick és Stephen Finch.
- Joshua Malina és David Rosen.
- Bellamy Young és Mellie Grant.
- Scott Foley és Jake Ballard.

## Premis i nominacions
2012, Alma Awards. Actor de Televisió Favorit - De repartiment en Drama: Guillermo Díaz
Actriu favorita: Kerry Washington
Sèrie Drama favorita
NAMIC Vision Awards
Imagen Foundation Awards. Millor actor de televisió: Guillermo Díaz
Millor guió en sèrie Drama: Shonda Rhimes
Millor sèrie Drama
Millor actriu en sèrie Drama: Kerry Washington
BET Awards
Millor actriu
Premis Primetime Emmy de 2013
Sèrie dramàtica, millor actor convidat: Dan Bucatinsky
Primetime Emmy a la millor actriu: Kerry Washington
Millor actuació en sèrie drama: actriu jove convidada, Mandalynn Carlson